# الحزب الليبرالي التونسي
الحزب الليبرالي التونسي هو أحد الأحزاب السياسية التونسية المتمركز في اليمين الوسط من لائحة الأحزاب التونسية، يشجع بشكل طبيعي الليبرالية السياسية، و التنمية الإقتصادية والإجتماعية.
يتعهد حزب الأحرار التونسي برفض استخدام الدين لأغراض سياسية ورفض أي تهميش أو استبعاد لأي طرف سياسي بناءً على معتقداته التي قد تخدم الديمقراطية.و يدعو أيضا إلى إنشاء محكمة دستورية من شأنها حماية سيادة الدستور التونسي في المستقبل وتعزيز النظام المختلط، والتي من شأنها أيضاً أن تعطي دوراً خاصاً للمشاركة الديمقراطية محلياً وعلى مستوى كل المناطق.كذلك من شأنها إقامة توازن بين السلطة التنفيذية والسلطة التشريعية على حد سواء لتكون قوية ومتعايشة مع الاستقلال التام للسلطة القضائية.

## وصلات خارجية
- الموقع الرسمي